# ريتشارد ميرفي (لاعب كرة قدم أمريكية)
ريتشارد ميرفي (بالإنجليزية: Richard Murphy)‏ هو لاعب كرة قدم أمريكية أمريكي، ولد في 18 سبتمبر 1986 في مونرو في الولايات المتحدة.

## وصلات خارجية
- ريتشارد ميرفي على موقع مرجع كرة القدم المحترفة.كوم (الإنجليزية)